# إرنو سوليموسي
إرنو سوليموسي (بالمجرية: Solymosi Ernő) ، من مواليد 21 يونيو 1940 ، لاعب كرة قدم هنغاري سابق.
لعب مع منتخب هنغاريا لكرة القدم.

## روابط خارجية
- إرنو سوليموسي على موقع الاتحاد الدولي (مؤرشف)  (الإنجليزية)
- إرنو سوليموسي على موقع الاتحاد الأوربي (الإنجليزية)
- إرنو سوليموسي على موقع قاعدة بيانات كرة القدم.إي يو (الإنجليزية)
- إرنو سوليموسي على موقع بيانات كرة القدم. دي إي (الألمانية)
- إرنو سوليموسي على موقع ناشيونال فوتبول تيمز (الإنجليزية)
- إرنو سوليموسي على موقع Soccerway.com (الإنجليزية)
- إرنو سوليموسي على موقع عالم كرة القدم.نت (الإنجليزية)
- إرنو سوليموسي على موقع أوليمبيديا (الإنجليزية)